# Tor Bergeron
Tor Harold Percival Bergeron (ur. 15 sierpnia 1891 w Godstone, zm. 13 czerwca 1977 w Sztokholmie) – szwedzki meteorolog.

## Życiorys
Studiował na uniwersytetach w Sztokholmie i Oslo, gdzie w 1928 uzyskał doktorat. Od 1918 do 1921 był uczniem Vilhelma Bjerknesa, brał aktywny udział w rozwijaniu nowych metod prognozowania pogody. W 1935 został wykładowcą Uniwersytetu Sztokholmskiego (do 1945), a w 1946 Uniwersytetu w Uppsali (do 1960). Prowadził badania w zakresie analiz mas powietrza i formowania się frontów ciepłych i chłodnych. Był pierwszym meteorologiem biorącym pod uwagę górne zjawiska atmosferyczne i ich konsekwencje dla pogody. Jego teoria na temat pochodzenia opadów atmosferycznych walnie przyczyniła się do rozwoju fizyki chmury. Pisał prace dotyczące zarówno metod prognozowania pogody, jak i mechanizmów powstawania opadów (w tym roli cząsteczek lodu w chmurach), mas powietrza i frontów atmosferycznych.